# Ampithoe pomboi
Ampithoe pomboi är en kräftdjursart. Ampithoe pomboi ingår i släktet Ampithoe och familjen Ampithoidae. Inga underarter finns listade i Catalogue of Life.